# Pierrefeu
Pierrefeu település Franciaországban, Alpes-Maritimes megyében. Lakosainak száma 339 fő (2022. január 1.). Pierrefeu Ascros, Conségudes, Cuébris, Les Ferres, Malaussène, Roquestéron, Toudon és Villars-sur-Var községekkel határos.

## Népesség
A település népességének változása:
| Lakosok száma | 79   | 114  | 207  | 252  | 296  | 307  | 324  | 335  | 335  | 339  |
|               | 1968 | 1982 | 1990 | 2006 | 2013 | 2015 | 2017 | 2019 | 2020 | 2022 |